# Premios Fotogramas de Plata
Los Fotogramas de Plata son unos Premios que entrega anualmente la revista española Fotogramas a los sectores cinematográfico, televisivo y teatral. Los Premios a las películas -extranjeras y nacionales- corren a cargo de la crítica especializada y los concedidos a los intérpretes son elegidos por el público.
El 5 de febrero de 1951 se entregaron en el Cine Alexandra de Barcelona los primeros que son correspondientes al año 1950. Estos Premios, nacidos como Placas San Juan Bosco, se convirtieron enseguida de los más codiciados y valorados. Su entrega, una cita ineludible para el mundo del espectáculo y la cultura.
Las categorías premiadas han variado a lo largo de sus sesenta ediciones, así como el modo de selección y el número de candidatos, no distinguiéndose hasta 1982 entre interpretación masculina y femenina en cine, hasta 1990 en televisión y 1996 en teatro.
A partir del año 2012, los Premios TP de Oro se integraron en los Premios Fotogramas de Plata.

## Categorías anteriores
- Fotogramas de Plata al mejor intérprete de cine español (1950 - 1981).
- Fotogramas de Plata al mejor intérprete de cine extranjero (1959 - 1981).
- Fotogramas de Plata al mejor intérprete de televisión (1965 - 1989).
- Fotogramas de Plata a la mejor labor teatral (1972 - 1995).
- Fotogramas de Plata a la mejor actividad musical (1970 - 1981)

## Categorías actuales
- Fotogramas de Plata a Toda una vida.
- Fotogramas de Plata a la mejor película española.
- Fotogramas de Plata a la mejor película extranjera.
- Fotogramas de Plata a la mejor actriz de cine.
- Fotogramas de Plata al mejor actor de cine.
- Fotogramas de Plata a la mejor actriz de teatro.
- Fotogramas de Plata al mejor actor de teatro.
- Televisión y plataformas de vídeo bajo demanda:
  - Fotogramas de Plata a la mejor actriz de televisión.
  - Fotogramas de Plata al mejor actor de televisión.

| Ediciones |
| 1960 · 1961 · 1962 · 1963 · 1964 · 1965 · 1966 · 1967 · 1968 · 1969 · 1970 · 1971 · 1972 · 1973 · 1974 · 1975 · 1976 · 1977 · 1978 · 1979 · 1980 · 1981 · 1982 · 1983 · 1984 · 1985 · 1986 · 1987 · 1988 · 1989 · 1990 · 1991 · 1992 · 1993 · 1994 · 1995 · 1996 · 1997 · 1998 · 1999 · 2000 · 2001 · 2002 · 2003 · 2004 · 2005 · 2006 · 2007 · 2008 · 2009 · 2010 · 2011 · 2012 · 2013 · 2014 · 2015 · 2016 · 2017 · 2018 · 2019 · 2020 · 2021 · 2022 · 2023 · |

## Candidaturas

### 2001
Mejor actriz de cine
- Pilar López de Ayala, Juana la Loca
- Victoria Abril, Enemigo a las puertas
- Paz Vega, Lucía y el sexo / Digimon: La película
- Semifinalistas: Marisa Paredes, Miss agente especial / ¡Al ataque!; y Leonor Watling, Yo soy así / Digimon: La película.

Mejor actor de cine
- Sergi López, ¡Al ataque! / Digimon: La película / Monkeybone / Digimon: La película
- Eduardo Noriega, Miss agente especial / Monkeybone
- Tristán Ulloa, Lucía y el sexo / ¡Al ataque!

Semifinalistas: Eduard Fernández, Pleno verano / Digimon: La película / Monkeybone; y Jorge Sanz, Digimon: La película / Digimon: La película / Drácula 2001 / Enemigo a las puertas.
Mejor actriz de televisión
- Ana Duato, Cuéntame cómo pasó / Severo Ochoa. La conquista de un Nobel
- Anabel Alonso, 7 vidas
- María Galiana, Cuéntame cómo pasó

Semifinalistas: Mònica Glaenzel, Plats bruts y Blanca Portillo, 7 vidas
Mejor actor de televisión
- Imanol Arias, Cuéntame cómo pasó / Dime que me quieres / Severo Ochoa. La conquista de un Nobel
- Florentino Fernández, 7 vidas
- Unax Ugalde, Periodistas

Semifinalistas: Jordi Sánchez, Plats bruts; y Guillermo Toledo, 7 vidas.
Mejor actriz de teatro
- Concha Velasco, Hello, Dolly!
- Julia Gutiérrez Caba, Madame Raquin
- Paloma San Basilio, My Fair Lady

Semifinalistas: Laia Marull, Lulú / La Mare Coratge i els seus fills; y Blanca Portillo, Madre (el drama padre).
Mejor actor de teatro
- José Sacristán, My Fair Lady / La muerte de un viajante
- Joaquín Kremel, La jaula de las locas
- Pepón Nieto, La cena de los idiotas

Semifinalistas: Carlos Hipólito, Historia de un caballo; y Helio Pedregal, Panorama desde el puente.
Fotogramas de Plata de Honor
- Manuel Alexandre

### 2000
Mejor actor de cine
- Javier Bardem, Segunda piel.
- Carmelo Gómez, La gran vida / El portero
- Eduardo Noriega, Carretera y manta / El invierno de las anjanas / Plata quemada

Semifinalistas: Pablo Carbonell, Obra maestra; y Juan Luis Galiardo, Adiós con el corazón.
Mejor actriz de cine
- Carmen Maura, Carretera y manta / La comunidad / El harén de Madame Osmane
- Marta Belaustegui, Gitano / Marta y alrededores / Las razones de mis amigos
- Lydia Bosch, You´re the One (una historia de entonces)

Semifinalistas: Ana Fernández, Sé quién eres / You're the One (una historia de entonces); y Adriana Ozores, Ataque verbal / Pídele cuentas al Rey / Plenilunio.
Mejor actor de televisión
- Juanjo Puigcorbé, Un chupete para ella / Pepe Carvalho
- Héctor Alterio, El grupo
- Josep Maria Pou, Policías, en el corazón de la calle

Semifinalistas: Daniel Guzmán, Policías, en el corazón de la calle; y Fernando Valverde, El comisario.
Mejor actriz de televisión
- Cristina Marcos, Un chupete para ella / El grupo
- Lola Dueñas, Policías, en el corazón de la calle
- Tina Sáinz, Compañeros.

Semifinalistas: Ana María Barbany, Plats bruts; y Bárbara Goenaga, El grupo.
Mejor actor de teatro
- Lluís Homar, Hamlet / Solness, el constructor / Taurons
- Juan Echanove, El verdugo
- Joan Pera, La jaula de las locas

Semifinalistas: Ginés García Millán, Don Juan Tenorio; y Raphael, Jeckyll & Hyde.
Mejor actriz de teatro
- Luisa Martín, El verdugo
- Magüi Mira, Escenas de un matrimonio
- Emma Vilarasau, Un tramvia anomenat desig

Semifinalistas: Vicky Peña, A Little Night Music; y Marta Ribera, Jeckyll & Hyde.

### 1999
Mejor actriz de cine
- Cecilia Roth, Todo sobre mi madre
- María Galiana, Mensaje en una botella / El inolvidable Simon Birch
- Aitana Sánchez-Gijón, Mensaje en una botella / Mensaje en una botella.

Semifinalistas: Penélope Cruz, El inolvidable Simon Birch / Babe 2: El cerdito en la ciudad / Todo sobre mi madre / Mensaje en una botella; y Marisa Paredes, Gloria / Todo sobre mi madre.

Mejor actor de cine
- Francisco Rabal, Un día bajo el sol / Babe 2: El cerdito en la ciudad
- Fernando Fernán Gómez, La lengua de las mariposas / El indomable Simon Birch / Todo sobre mi madre
- Jordi Mollà, Nadie conoce a nadie / Mensaje en una botella

Semifinalistas: Juan Diego Botto, Babe 2: El cerdito en la ciudad / Mensaje en una botella; y Eduardo Noriega, Gloria / Nadie conoce a nadie.

Mejor actriz de televisión
- Amparo Baró, 7 vidas
- Luisa Martín, Médico de familia
- Eva Santolaria, Compañeros

Semifinalistas: Ana Belén, Petra Delicado; y María Pujalte, Periodistas.

Mejor actor de televisión
- Javier Cámara, 7 vidas
- Antonio Hortelano, Compañeros
- Joel Joan, Periodistas/Plats bruts

Semifinalistas: Toni Cantó, 7 vidas; y Pepón Nieto, Periodistas.

Mejor actriz de teatro
- Beatriz Carvajal, Misery
- Núria Espert, ¿Quién teme a Virginia Woolf?
- Àngels Gonyalons, Chicago

Semifinalistas: Anna Lizaran, La nit de les tríbades/Tot esperant Godot; y Clara Sanchís, El lector por horas.

Mejor actor de teatro
- Juan Echanove, Cómo canta una ciudad de noviembre a noviembre
- Juan Diego, El lector por horas
- Adolfo Marsillach, ¿Quién teme a Virginia Woolf?

Semifinalistas: Ramon Fontserè, Daaalí; y Emilio Gutiérrez Caba, La mujer de negro

### 1998
Mejor actor de cine
- Antonio Resines, La niña de tus ojos / Entre todas las mujeres / Una pareja perfecta
- Eduardo Noriega, Cha cha chá
- Santiago Segura, Torrente, el brazo tonto de la ley / La niña de tus ojos

Semifinalistas: Fernando Fernán Gómez, El abuelo; y Fele Martínez, Los amantes del círculo polar.

Mejor actriz de cine
- Penélope Cruz, La niña de tus ojos
- Najwa Nimri, Los amantes del círculo polar
- Aitana Sánchez-Gijón, Sus ojos se cerraron y el mundo sigue andando

Semifinalistas: Neus Asensi, La niña de tus ojos / Torrente, el brazo tonto de la ley; e Íngrid Rubio, El faro del sur.

Mejor actor de televisión
- José Coronado, Periodistas
- Pepón Nieto, Periodistas
- Antonio Resines, A las once en casa

Semifinalistas: Andrés Pajares, Tío Willy; y Miguel Rellán, Compañeros.

Mejor actriz de televisión
- Carmen Maura, A las once en casa
- Amparo Larrañaga, Periodistas
- Ángela Molina, Hermanas

Semifinalistas: Lydia Bosch, Médico de familia; y María Pujalte, Periodistas.

Mejor actor de teatro
- Josep Maria Flotats, Arte
- Juan Luis Galiardo, Las últimas lunas
- Carlos Larrañaga, Las mujeres de Jack

Semifinalistas: Pere Ponce, El hombre elefante; y Josep Maria Pou, Arte.

Mejor actriz de teatro
- Núria Espert. Master Class
- Vicky Peña, Guys and Dolls / La reina de belleza de Leenane
- Concha Velasco, La rosa tatuada.

Semifinalistas: Silvia Marsó, Doña Rosita la soltera; y Emma Vilarasau, Paraules encadenades.

### 1997
Mejor actriz de cine
- Ángela Molina, Carne trémula / Edipo alcalde
- Aitana Sánchez-Gijón, La camarera del Titanic
- Maribel Verdú, La buena estrella / Carreteras secundarias

Semifinalistas: Penélope Cruz, Abre los ojos / El amor perjudica seriamente la salud / Carne trémula / Por amor, sólo por amor; y Verónica Forqué, ¿De qué se ríen las mujeres? / El tiempo de la felicidad.

Mejor actor de cine
- Javier Bardem, Carne trémula / Perdita Durango
- Jordi Mollà, La buena estrella / Perdona, bonita, pero Lucas me quería a mí / Romance peligroso
- Antonio Resines, La buena estrella / Carreteras secundarias / El tiempo de la felicidad

Semifinalistas: Juanjo Puigcorbé, Al límite / El amor perjudica seriamente la salud / Corazón loco / El dedo en la llaga / Los de enfrente / Mirada líquida / No se puede tener todo / Suerte; y Eusebio Poncela, Martín (Hache).

Mejor actriz de televisión
- Lydia Bosch, Médico de familia.
- Lina Morgan, Hostal Royal Manzanares
- Emma Suárez, Querido maestro

Semifinalistas: Silvia Abascal, Hostal Royal Manzanares; y Ana Duato, Médico de familia / Querido maestro.

Mejor de televisión
- Imanol Arias, Querido maestro
- Emilio Aragón, Médico de familia
- Fernando Valverde, Todos los hombres sois iguales

Semifinalistas: Arturo Fernández, La casa de los líos; y Alfredo Landa, En plena forma.

Mejor actriz de teatro
- Charo López, Tengamos el sexo en paz
- Anabel Alonso, Frankie y Johnny en el Clair de Lune
- Amparo Larrañaga, Decíamos ayer

Semifinalistas: Pilar Bardem, Pelo de Tormenta; y Paloma San Basilio, El hombre de La Mancha.

Mejor actor de teatro
- José Sacristán, El hombre de La Mancha
- Karra Elejalde, La Kabra tira al monte
- Joel Joan, Sóc lletja

Semifinalistas: Pepe Rubianes, Rubianes: 15 años / Rubianes solamente; y Raúl Sender, La venganza de Don Mendo.
Fotogramas de Honor
- Fernando Fernán Gómez

### 1996
Mejor actor de cine
- Carmelo Gómez, Tierra / El perro del hortelano / Tu nombre envenena mis sueños
- Javier Bardem, Éxtasis
- Gustavo Salmerón, Fotos / El domini dels sentits / Más que amor, frenesí

Semifinalistas: Carlos Fuentes, La Celestina / Taxi; Fele Martínez, Tesis; y Andrés Pajares, Bwana.
Mejor actriz de cine
- Emma Suárez, El perro del hortelano / Tierra / Tu nombre envenena mis sueños
- Terele Pávez, La Celestina
- Concha Velasco, Más allá del jardín

Semifinalistas: María Barranco, Bwana; Ariadna Gil, Libertarias / Malena es un nombre de tango/Mecánicas celestes; e Íngrid Rubio, Más allá del jardín / Más que amor, frenesí /Taxi.
Mejor actor de televisión
- Juan Luis Galiardo, Turno de oficio 2: diez años después
- Emilio Aragón, Médico de familia
- Jordi Dauder, Nissaga de poder

Semifinalistas: Fernando Valverde, Todos los hombres sois iguales; Carlos Iglesias, Esta noche cruzamos el Mississippi; y José Sacristán, Éste es mi barrio
Mejor actriz de televisión
- Ana Duato, Médico de familia
- Carmen Elías, Turno de oficio 2: diez años después
- Emma Vilarasau, Nissaga de poder

Semifinalistas: Lydia Bosch, Médico de familia; Paca Gabaldón, El Súper; y Lina Morgan, Hostal Royal Manzanares.
Mejor actor de teatro
- Tricicle, Entretrés
- Toni Cantó, La gata sobre el tejado de zinc
- Josep Maria Pou, Àngels a Amèrica

Semifinalistas: Carlos Hipólito, El misántropo, Els Joglars, Ubú President; y Francesc Orella, Àngels a Amèrica.
Mejor actriz de teatro
- Aitana Sánchez-Gijón, La gata sobre el tejado de zinc caliente
- Amparo Baró, Destino Broadway
- Ana Marzoa, Un marido ideal

Semifinalistas: Concha Cuetos, Rebeldía; Jeannine Mestre, Kvetch; y María Jesús Valdés, Una noche con los clásicos / Tres mujeres altas.

### 1995
Mejor actriz de cine
- Marisa Paredes, La flor de mi secreto
- Victoria Abril, Nadie hablará de nosotras cuando hayamos muerto
- Aitana Sánchez-Gijón, Boca a boca / La ley de la frontera / Un paseo por las nubes

Semifinalistas: Pilar Bardem, Cuernos de mujer / Hermana, ¿pero qué has hecho? / Nadie hablará de nosotras cuando hayamos muerto / Sálvate si puedes / Siete mil días juntos; y María Barranco, Boca a boca / Cuernos de mujer / El palomo cojo / Sálvate si puedes / El seductor.

Mejor actor de cine
- Javier Bardem, Boca a boca
- Álex Angulo, El día de la bestia / Sálvate si puedes
- Antonio Banderas, Two Much

Semifinalistas: Juan Diego Botto, Historias del Kronen; y Juan Echanove, Una casa en las afueras / La flor de mi secreto / Suspiros de España (y Portugal).
Mejor actriz de televisión
- Aitana Sánchez-Gijón, La Regenta
- Lydia Bosch, Médico de familia
- Verónica Forqué, Pepa y Pepe

Semifinalistas: Anabel Alonso, Los ladrones van a la oficina; y Concha Cuetos, Farmacia de guardia
Mejor actor de televisión
- Carmelo Gómez, La Regenta
- Emilio Aragón, Médico de familia
- Fernando Valverde, Pepa y Pepe

Semifinalistas: Carlos Larrañaga, Farmacia de guardia; y Joan Massotkleiner, Secrets de família.

Mejor intérprete de teatro
- Ana Belén, La bella Helena
- Magüi Mira, Cristales rotos / Tres mujeres altas
- Constantino Romero, Sweeney Todd

Semifinalistas: Mary Carrillo, Hora de visita; y Vicky Peña, Sweeney Todd.

### 1994
Mejor actriz de cine
- Ana Belén, La pasión turca
- Penélope Cruz, Alegre ma non troppo / Todo es mentira
- Ruth Gabriel, Días contados

- Semifinalistas: Verónica Forqué, Amor propio; y Cristina Marcos, Todos los hombres sois iguales.

Mejor actor de cine
- Carmelo Gómez, Canción de cuna / Días contados / El detective y la muerte
- Javier Bardem, Días contados / El detective y la muerte
- Gabino Diego, Los peores años de nuestra vida

- Semifinalistas: Pere Ponce, Alegre ma non troppo; y Juanjo Puigcorbé, Mi hermano del alma / Todos los hombres sois iguales.

Mejor actriz de televisión
- Maribel Verdú, Canguros
- Ana Duato, Villariba y Villabajo
- Lina Morgan, Compuesta y sin novio

- Semifinalistas: Silvia Marsó, Canguros; y Margarida Minguillón, Poble Nou.

Mejor actor de televisión
- Juanjo Puigcorbé, Villariba y Villabajo
- Juan Echanove, Hermanos de leche
- Fernando Fernán Gómez, A su servicio / La mujer de tu vida: Las mujeres de mi vida

- Semifinalistas: Miquel Cors, Poble Nou; y Andrés Pajares, ¡Ay Señor, Señor!.

Mejor intérprete de teatro
- Natalia Dicenta, La zapatatera prodigiosa
- La Cubana, Cegada de amor
- Amparo Moreno, Shirley Valentine

- Semifinalistas: Charo López, Carcajada salvaje; y Silvia Marsó, La gran sultana.

### 1993
Mejor actriz de cine
- Verónica Forqué, Kika / ¿Por qué lo llaman amor cuando quieren decir sexo?
- Victoria Abril, Intruso
- Emma Suárez, La ardilla roja

Semifinalistas (2.ª ronda): Carmen Maura, Sombras en una batalla; y Mercedes Sampietro, El pájaro de la felicidad.
Semifinalistas (1.ª ronda): María Barranco, La ardilla roja / Rosa rosae; Ángela Molina, Mal de amores; Marisa Paredes, Tierno verano de lujurias y azoteas; Rosa María Sardà, La febre d'or; y Maribel Verdú, Tres palabras.

Mejor actor de cine
- Javier Bardem, Huevos de oro
- Antonio Banderas, ¡Dispara!
- Juan Echanove, Madregilda

Semifinalistas (2.ª ronda): Imanol Arias, Intruso; y Àlex Casanovas, La febre d'or / Kika.
Semifinalistas (1.ª ronda): Gabino Diego, Tierno verano de lujurias y azoteas; Fernando Guillén, La febre d'or, Nancho Novo, La ardilla roja; Jorge Sanz, ¿Por qué lo llaman amor cuando quieren decir sexo?; y Antonio Valero, Intruso.
Mejor actriz de televisión
- Anabel Alonso, Los ladrones van a la oficina
- Beatriz Carvajal, Lleno, por favor
- Assumpta Serna, Para Elisa

Semifinalistas (2.ª ronda): Lloll Bertran, La Lloll; y Mónica Randall, Una gloria nacional.
Semifinalistas (1.ª ronda): Neus Asensi, Habitación 503; Lydia Bosch, Lleno, por favor, Àngels Gonyalons, I ara què, Xènia?; Chus Lampreave, ¿De parte de quién?; y María Luisa San José, Habitación 503.

Mejor actor de televisión
- Francisco Rabal, Una gloria nacional / Truhanes
- Fernando Fernán Gómez, Los ladrones van a la oficina
- Alfredo Landa, Lleno, por favor

Semifinalistas (2.ª ronda): Antonio Resines, Los ladrones van a la oficina; y Fernando Valverde, Para Elisa.
Semifinalistas (1.ª ronda): Miguel Rellán, Buscavidas; Juan Luis Galiardo, Una gloria nacional; José Luis López Vázquez, Los ladrones van a la oficina; Arturo Fernández, Truhanes; y Ovidi Montllor, Truhanes.
Mejor intérprete teatral
- Juan Echanove, El cerdo
- Els Joglars, El nacional
- Ana Marzoa, Un tranvía llamado Deseo

Semifinalistas (2.ª ronda): Javier Gurruchaga, Golfus de Roma; y Amparo Soler Leal, Amanda.
Semifinalistas (1.ª ronda): Abel Folk, Un tranvía llamado Deseo / El verí del teatre; Marisa de Leza, La loba; Sergi Mateu, El verí del teatre; Magüi Mira, La señorita Julia; y Victoria Vera, Tristana.

### 1992
Mejor actriz de cine
- Ariadna Gil, Amo tu cama rica / Belle Époque
- Penélope Cruz, Jamón, jamón / Belle Époque
- Carmen Maura, Entre el cielo y la tierra / La reina anónima
- Maribel Verdú, Belle Époque

Semifinalistas: Icíar Bollaín, Un paraguas para tres / Sublet; y Assumpta Serna, El maestro de esgrima.

Mejor actor de cine
- Jorge Sanz, Belle Époque / Orquesta Club Virginia
- Antonio Banderas, Una mujer bajo la lluvia / Los reyes del mambo
- Javier Bardem, Jamón, jamón
- Juanjo Puigcorbé, Un paraguas para tres / La reina anónima / Salsa rosa

Semifinalistas: Carmelo Gómez, Después del sueño / Vacas; y Alfredo Landa, Aquí quién no corre, ¡vuela / Marcelino pan y vino / La Marrana.
Mejor actriz de televisión
- Concha Cuetos, Farmacia de guardia
- Lloll Bertran, El joc del segle
- Ariadna Gil, Betes i films / Crónicas del mal
- María Luisa Ponte, Farmacia de guardia

Semifinalistas: Miriam Díaz Aroca, Un, dos, tres... responda otra vez; y Concha Velasco, Querida Concha / Queridos padres.
Mejor actor de televisión
- Fernando Rey, El Quijote
- Imanol Arias, Brigada Central
- Alfredo Landa, El Quijote
- Carlos Larrañaga, Farmacia de guardia

Semifinalistas: Ángel Garó, De tú a tú / Un, dos, tres... responda otra vez; y Ferran Rañé, Quico.
Mejor intérprete de teatro
- Concha Velasco, La truhana
- Ana Belén, El mercader de Venecia
- Àngels Gonyalons, Nou Memory
- Esperanza Roy, Yo amo a Shirley Valentine

Semifinalistas: Àlex Casanovas, El temps i els Conway; y Dagoll Dagom, Flor de nit.

### 1991
Mejor actriz de cine
- Marisa Paredes, Tacones lejanos
- Victoria Abril, Amantes / Tacones lejanos / Sandino
- Sílvia Munt, Alas de mariposa
- Maribel Verdú, Amantes

Mejor actor de cine
- Fernando Guillén, Don Juan de los Infiernos / El invierno en Lisboa / Martes de Carnaval / Què t'hi jugues, Mari Pili?
- Gabino Diego, Fuera de juego / El rey pasmado / La noche más larga / La viuda del capitán Estrada
- Juan Diego, El rey pasmado / Martes de Carnaval / La noche más larga
- Jorge Sanz, Amantes

Mejor actriz de televisión
- Carmen Conesa, Las chicas de hoy en día
- Diana Peñalver, Las chicas de hoy en día
- Mercedes Sampietro, Una hija más / Bienvenida y adiós
- Aitana Sánchez-Gijón, La huella del crimen 2: El crimen de Perpignan

Mejor actor de televisión
- Juan Echanove, Las chicas de hoy en día
- Manuel Bandera, Réquiem por Granada
- Achero Mañas, Una hija más
- Juanjo Puigcorbé, La huella del crimen 2: El crimen de Perpignan

Mejor intérprete teatral
- Tricicle, Terrrífic!
- Àngels Gonyalons, Memory
- Amparo Larrañaga, La pasión de amar / Una pareja singular
- José Luis Pellicena, Entre los bosques de la arboleda perdida / Comedias bárbaras

### 1990
Mejor actriz de cine
- Carmen Maura, ¡Ay, Carmela!
- Victoria Abril, A solas contigo / ¡Átame!
- María Barranco, Don Juan, mi querido fantasma / Las edades de Lulú
- Emma Suárez, A solas contigo / Contra el viento / La blanca paloma / La luna negra.

Mejor actor de cine
- Antonio Banderas, ¡Átame! / La blanca paloma / Contra el viento
- Gabino Diego, ¡Ay, Carmela!
- Sergi Mateu, Boom, Boom / La teranyina
- Andrés Pajares, ¡Ay, Carmela!

Mejor actriz de televisión
- Verónica Forqué, Eva y Adán, agencia matrimonial
- Chus Lampreave, Eva y Adán, agencia matrimonial
- Carmen Maura, La mujer de tu vida: La mujer feliz
- Maribel Verdú, Pájaro en una tormenta

Mejor actor de televisión
- Antonio Resines, Eva y Adán, agencia matrimonial
- Antonio Banderas, La mujer de tu vida: La mujer feliz
- Juan Echanove, La mujer de tu vida: La mujer infiel
- Antonio Valero, La forja de un rebelde

Mejor intérprete teatral
- Imanol Arias, Calígula
- Rafaela Aparicio, Mala yerba
- Núria Espert, Maquillaje
- Julieta Serrano, Quatre dones i el sol

### 1989
Mejor actriz de cine
- Victoria Abril, Si te dicen que caí
- Rafaela Aparicio, El aire de un crimen / El mar y el tiempo / Amanece, que no es poco
- Verónica Forqué, Bajarse al moro / El baile del pato
- Ángela Molina, Esquilache / Las cosas del querer

Mejor actor de cine
- Jorge Sanz, Si te dicen que caí
- Manuel Bandera, Las cosas del querer
- Antonio Banderas, Bajarse al moro / Si te dicen que caí
- Juan Echanove, El vuelo de la paloma / Viento de cólera / Bajarse al moro

Mejor intérprete de televisión
- Francisco Rabal, Juncal
- Imanol Arias, Brigada Central
- Mónica Randall, El séptimo cielo
- Tricicle, Tres estrellas

Mejor intérprete teatral
- La Cubana, Cómeme el coco, negro
- Ana Belén, Hamlet
- Imanol Arias, Comedia sin título
- José Luis Gómez, Hamlet

### 1988
Mejor actriz de cine
- Carmen Maura, Baton Rouge / Mujeres al borde de un ataque de nervios
- Victoria Abril, Baton Rouge / El juego más divertido / El placer de matar
- María Barranco, Mujeres al borde de un ataque de nervios / Tu novia está loca
- Chus Lampreave, Espérame en el cielo / Miss Caribe / Mujeres al borde de un ataque de nervios
- Terele Pávez, Diario de invierno

Mejor actor de cine
- Antonio Banderas, Así como habían sido / Baton Rouge  / Mujeres al borde de un ataque de nervios / El placer de matar
- Juan Diego, Así como habían sido / Jarrapellejos / Pasodoble
- José Luis Gómez,  Luces y sombras / Remando al viento
- Alfredo Landa, Sinatra
- Fernando Rey, Diario de invierno / Pasodoble / El túnel

Mejor intérprete de televisión
- José Sacristán, Gatos en el tejado
- Alberto Closas, Gatos en el tejado
- Javier Gurruchaga, Viaje con nosotros
- Ferran Rañé, Gatos en el tejado
- Tricicle, Tres estrelles

Mejor intérprete teatral
- Concha Velasco, Carmen, Carmen
- Dagoll Dagom, Mar i cel
- Kiti Manver, ¡Ay, Carmela!
- Marisa Paredes, Orquídeas a la luz de la luna
- Julieta Serrano, Orquídeas a la luz de la luna

### 1987
Mejor actriz de cine
- Victoria Abril, Barrios altos / El Lute: camina o revienta
- Ana Belén, Divinas palabras / La casa de Bernarda Alba
- Carmen Maura, La ley del deseo / Delirios de amor

Semifinalistas: Verónica Forqué, Madrid / Moros y cristianos / El orden cómico / La vida alegre; y Maribel Verdú, La estanquera de Vallecas.
Mejor actor de cine
- Imanol Arias, Divinas palabras / El Lute: camina o revienta
- Antonio Banderas, La ley del deseo / Delirios de amor
- Alfredo Landa, ¡Biba la banda! / El bosque animado / El pecador impecable

Semifinalistas: Eusebio Poncela, La ley del deseo; y Miguel Rellán, El bosque animado / Cara de acelga / La vida alegre.
Mejor intérprete de televisión
- Javier Gurruchaga, La bola de cristal / La tarde
- Juan Echanove, Vísperas
- Tricicle, Tres estrelles

Semifinalistas: Charo López, Clase media; y Maribel Verdú, Vida privada.
Mejor intérprete teatral
- Lina Morgan, El último tranvía
- Amparo Baró, Materia Reservada
- José María Rodero, Enrique IV

Semifinalistas: Sílvia Munt, La filla del carmesí / Ondina; y Juanjo Puigcorbé, Lorenzaccio.

### 1986
Mejor actriz de cine
- Ángela Molina, Lola / La mitad del cielo / El río de oro
- Victoria Abril, Tiempo de silencio
- Chus Lampreave, El año de las luces / Lulú de noche / Matador
- Carmen Maura, Tata mía / Matador
- Maribel Verdú, 27 horas / El año de las luces

Mejor actor de cine
- Fernando Fernán Gómez, Delirios de amor / Mambrú se fue a la guerra / [[El viaje a ninguna parte (película)|El viaje a ninguna parte]] / La mitad del cielo
- Juan Diego, Dragón Rápide / El hermano bastardo de Dios / El viaje a ninguna parte
- Nacho Martínez, Adiós pequeña / Matador / La mitad del cielo / El viaje a ninguna parte
- Francisco Rabal, El disputado voto del señor Cayo / El hermano bastardo de Dios / Tiempo de silencio
- Jorge Sanz, El año de las luces / Mambrú se fue a la guerra

Mejor intérpete de televisión
- Juan Echanove, Turno de oficio
- Carmen Elías, Las aventuras de Pepe Carvalho / Turno de oficio
- Juan Luis Galiardo, Turno de oficio
- Javier Gurruchaga, La bola de cristal
- Amparo Larrañaga, Media naranja

Mejor intérprete de teatro
- Julieta Serrano, Coriolano / La senyora de Sade
- Dagoll Dagom, El Mikado
- Juanjo Puigcorbé, Pel davant i pel darrera / Per un si o per un no
- Tricicle, Slastic
- Concha Velasco, ¡Mamá, quiero ser artista!

### 1985
Mejor película española
- Padre nuestro, Francisco Regueiro.

Mejor película extranjera
- La rosa púrpura de El Cairo, Woody Allen

Mejor actriz de cine
- Victoria Abril, La hora bruja / Padre nuestro / La única solución
- Ana Belén, La corte de Faraón / Sé infiel y no mires con quién
- Charo López, Crimen en familia / Los paraísos perdidos / La vieja música
- Carmen Maura, Extramuros / Sé infiel y no mires con quién
- Mercedes Sampietro, Extramuros

Mejor actor de cine
- Antonio Banderas, Caso cerrado / La corte de Faraón / Réquiem por un campesino español
- Fernando Fernán Gómez, La corte de Faraón / De hombre a hombre / Luces de bohemia/Marbella: un golpe de cinco estrellas/Réquiem por un campesino español / Stico
- Guillermo Montesinos, La corte de Faraón]] / Luces de bohemia / Sé infiel y no mires con quién / La vaquilla
- Antonio Resines, Café, coca y puro / Dos mejor que uno / La reina del mate / Sé infiel y no mires con quién / La vieja música
- Fernando Rey, El caballero del dragón / Padre Nuestro

Mejor intérprete de televisión
- Verónica Forqué, Platos rotos
- María José Alfonso, Platos rotos
- Victoria Abril, La huella del crimen: El crimen del Capitán Sánchez / Los pazos de Ulloa
- José Luis Gómez, Los pazos de Ulloa
- Terele Pávez, La huella de un crimen: El crimen de la envenenadora de Valencia

Mejor intérprete de teatro
- Josep María Flotats, Cyrano de Bergerac
- Verónica Forqué, Bajarse al moro / ¡Sublime decisión!
- Lola Herrera, Las amargas lágrimas de Petra von Kant
- Els Joglars, Gabinete Libermann / Los virtuosos de Fontainebleau
- Amparo Rivelles, Hay que deshacer la casa

### 1984
Mejor actriz de cine
- Carmen Maura, ¿Qué he hecho yo para merecer esto?
- Victoria Abril, Las bicicletas son para el verano / La noche más hermosa / Río abajo
- Chus Lampreave, ¿Qué he hecho yo para merecer esto?
- Charo López, Últimas tardes con Teresa / Epílogo
- Terele Pávez, Los santos inocentes

Mejor actor de cine
- Francisco Rabal, Epílogo / Sal gorda / Los santos inocentes / Los zancos
- Imanol Arias, La muerte de Mikel
- Patxi Bisquert, Akelarre/La conquista de Albania / Tasio
- Agustín González, Las bicicletas son para el verano / El caso Almería / Dos mejor que uno / El Pico II / Poppers / Los santos inocentes
- Alfredo Landa, Los santos inocentes

Mejor intérprete de televisión
- Concha Velasco, Teresa de Jesús
- Pepa Flores, Proceso a Mariana Pineda
- Agustín González, Cuentos imposibles
- Sílvia Munt, La plaza del Diamante
- Rosa María Sardà, Ahí te quiero ver

Mejor intérprete de teatro
- José María Rodero, Luces de Bohemia
- Ana Belén, La casa de Bernarda Alba
- Mary Carrillo, Buenas noche, madre
- Els Joglars, Teledum
- Tricicle, Exit

### 1983
Mejor película española
- El sur, Víctor Erice

Mejor actriz de cine
- Amparo Soler Leal, Bearn o La sala de las muñecas
- Icíar Bollaín, El sur
- Assumpta Serna, Soldados de plomo
- Julieta Serrano, Entre tinieblas
- Laura del Sol, Carmen

Mejor actor de cine
- Francisco Rabal, Truhanes
- Imanol Arias, Bearn o La sala de las muñecas
- Xabier Elorriaga, Victòria!: La gran aventura d'un poble
- Fernando Fernán Gómez, Soldados de plomo
- Eusebio Poncela, El arreglo

Mejor intérprete de televisión
- Ana Diosdado, Anillos de oro
- Imanol Arias, Anillos de oro
- Verónica Forqué, El jardín de Venus
- Ana Marzoa, Anillos de oro
- Àngels Moll, Vídua, però no gaire/Viuda pero menos.

Mejor intérprete de teatro
- Esperanza Roy, Aquí no paga nadie / Por la calle de Alcalá
- Dagoll Dagom, Glups!
- Núria Espert, La tempestad
- Amparo Rivelles, El caso de la mujer asesinadita
- Victoria Vera, La chica del asiento de atrás

### 1982
Mejor actriz de cine
- Esperanza Roy, Vida/Perra
- Ana Belén, Demonios en el jardín
- Marta Fernández Muro, Laberinto de pasiones
- Ángela Molina, Demonios en el jardín
- Sílvia Munt, La plaza del Diamante

Mejor actor de cine
- José Sacristán, La colmena
- Imanol Arias, Demonios en el jardín / Laberinto de pasiones
- Joaquín Cardona, La plaza del Diamante
- Antonio Ferrandis, Volver a empezar
- Víctor Valverde, Hablamos esta noche

Mejor intérprete de televisión
- Charo López, Los gozos y las sombras
- Carmen Elías, Luis y Virginia
- Adolfo Marsillach, Ramón y Cajal
- Eusebio Poncela, Los gozos y las sombras
- Amparo Rivelles, Los gozos y las sombras

Mejor intérprete de teatro
- Agustín González, Las bicicletas son para el verano
- Irene Gutiérrez Caba, El cementerio de los pájaros
- Encarna Paso, El cementerio de los pájaros
- Esperanza Roy, Coronada y el toro
- Rosa María Sardà, Duet per a violí / Yo me bajo en la próxima, ¿y usted?

### 1981
Mejor película española
- Maravillas, Manuel Gutiérrez Aragón

Mejor película extranjera
- Ex aequo: Atlantic City (Louis Malle) / Fedora (Billy Wilder)

Mejor intérprete del cine español
- Luis Escobar, Patrimonio nacional
- Fernando Fernán Gómez, Maravillas
- Lola Herrera, Función de noche

Mejor intérprete de cine extranjero
- Burt Lancaster, Atlantic City
- Robert De Niro, Toro salvaje
- Jessica Lange, El cartero siempre llama dos veces

Mejor intérprete de televisión
- Carmen Maura, Esta noche
- Antonio Ferrandis, Verano azul
- Emma Penella, Estudio 1: Un sabor a miel

Mejor intérprete teatral
- Concha Velasco, Yo me bajo en la próxima, ¿y usted?
- Dagoll Dagom, Nit de Sant Joan
- Núria Espert, Doña Rosita la soltera / Medea

### 1974
Mejor intérprete del cine español
- Concha Velasco, Tormento

Mejor intérprete extranjero
- Jack Nicholson, Chinatown / Mi vida es mi vida

Mejor intérprete de televisivión español
- Tip y Coll

Mejor actividad musical
- Paco de Lucía

Mejor intérprete de teatro español
- T.E.I

### 1973
Mejor intérprete de cine español
- Ana Torrent, El espíritu de la colmena

Mejor intérprete de cine extranjero
- Woody Allen, Sueños de seductor

Mejor intérprete de televisión español
- Fernando Fernán Gómez, Juan Soldado

Mejor actividad musical
- Toti Soler

Mejor intérprete de teatro español
- Els Joglars, Mary d'Ous

### 1972
Mejor intérprete de cine español
- Analía Gadé, Las melancolías

Mejor intérprete de cine extranjero
- Jane Fonda, Klute

Mejor intérprete de televisión español
- José Luis López Vázquez, La cabina

Mejor actividad musical
- Joan Manuel Serrat

Mejor intérprete de teatro español
- Nuria Espert, Yerma

### 1971
Mejor intérprete de cine español
- José Luis López Vázquez, El bosque del lobo

Mejor intérprete de cine extranjero
- Marlon Brando, Queimada

Mejor intérprete de televisión español
- Ana Belén, Las mocedades del Cid

Mejor actividad musical
- Mari Trini

### 1970
Mejor intérprete de cine español
- Fernando Rey, Tristana-Ganador
- Francisco Rabal, Cabezas cortadas
- Terele Pavez, Fortunata y Jacinta
- José Luis López Vázquez, El jardín de las delicias
- Lola Gaos, Tristana

Mejor intérprete de cine extranjero
- Lee Marvin, La leyenda de la ciudad sin nombre
- Richard Harris, A man who called horse
- Sophia Loren, I girasoli
- Kirk Douglas, The arrangement
- Faye Dunaway, The arrangement

Mejor intérprete de televisión español
- Julieta Serrano, Antígona

Mejor actividad musical
- Joan Manuel Serrat

### 1969
Mejor intérprete de cine español
- Geraldine Chaplin, La madriguera

Mejor intérprete de cine extranjero
- Mia Farrow, La semilla del diablo

Mejor intérprete de televisión español
- Fernando Fernán Gómez, La última cinta

### 1968
Mejor intérprete de cine español
- Sonia Bruno, Oscuros sueños de agosto

Mejor intérprete de cine extranjero
- Sidney Poitier, Adivina quien viene esta noche

Mejor intérprete de televisión español
- Marisa Paredes

### 1967
Mejor intérprete de cine español
- Antonio Iranzo, La piel quemada

Mejor intérprete de cine extranjero
- Toshiro Mifune, Barbarroja

Mejor intérprete de televisión español
- José María Prada

### 1966
Mejor intérprete de cine español
- Paco Martínez Soria, La ciudad no es para mí

Mejor intérprete de cine extranjero
- Anouk Aimée, Un hombre y una mujer

Mejor intérprete de televisión español
- Irene Gutiérrez Caba, Tiempo y hora

### 1965
Mejor intérprete del cine español
- Julia Gutiérrez Caba, Nunca pasa nada

Mejor intérprete del cine extranjero
- Jerry Lewis, por el conjunto de su labor

Mejor intérprete de televisión español
- Antonio Ferrandis, Tiempo y hora

### 1964
Mejor intérprete del cine español
- Julián Mateos, Young Sánchez

Mejor intérprete del cine extranjero
- Richard Burton, Becket

### 1963
Mejor intérprete de cine español
- Amparo Soler Leal, La gran familia

Mejor intérprete de cine extranjero
- Jack Lemmon, Días de vino y rosas

### 1962
Mejor intérprete de cine español
- Arturo Fernández, Los cuervos

Mejor intérprete de cine extranjero
- Spencer Tracy, Vencedores o vencidos

### 1961
Mejor intérprete de cine español
- Marisol, Ha llegado un ángel

Mejor intérprete de cine extranjero
- Max von Sidow, El séptimo sello

### 1960
Mejor intérprete de cine español
- Adolfo Marsillach, 091, policía al habla

Mejor intérprete de cine extranjero
- Jeanne Moreau, Diálogos de carmelitas

### 1959
Mejor intérprete de cine español
- Javier Escrivá, Molokai

Mejor intérprete de cine extranjero
- Charlton Heston, Los diez mandamientos

### 1958
Mejor intérprete de cine español
- Armando Calvo, La muralla

### 1957
Mejor intérprete de cine español
- Alberto Closas, Un tesoro en el cielo

### 1956
Mejor intérprete de cine español
- Antonio Vilar, Embajadores en el infierno

### 1955
Mejor intérprete de cine español
- Pablito Calvo, Mi tío Jacinto

### 1954
Mejor intérprete de cine español
- Rafael Rivelles, Murió hace quince años

### 1953
Mejor intérprete de cine español
- Paco Rabal, La guerra de Dios

### 1952
Mejor intérprete de cine español
- Maruchi Fresno, Catalina de Inglaterra

### 1951
Mejor intérprete de cine español
- Fernando Fernán Gómez, Balarrasa

### 1950
Mejor intérprete de cine español
- Jesús Tordesillas, Pequeñeces...

## Trivia

### Actores más premiados
- Con 7:
  - Francisco Rabal: cine (4), televisión (2) y honorífico.
  - Javier Bardem: cine (7).

- Con 6:
  - José Sacristán: cine (1), teatro (4) y televisión (1).

- Con 5:
  - Imanol Arias: cine (1), teatro (1) y televisión (3).
  - Mario Casas: cine (3) e internet (2).
  - Fernando Fernán Gómez: cine (2), televisión (2) y honorífico.

- Con 4:
  - Antonio Banderas: cine (4).
  - Javier Cámara: cine (2), teatro (1) y televisión (1).
  - Juan Echanove: teatro (2) y televisión (2).

### Actrices más premiadas
- Con 9:
  - Concha Velasco: cine (1), teatro (6), televisión (1) y honorífico.

- Con 8:
  - Ana Belén: cine (1), teatro (3), televisión (2), música y honorífico.

- Con 7:
  - Carmen Maura: cine (4), televisión (2) y honorífico.

- Con 5:
  - Penélope Cruz: cine (5).
  - Ángela Molina: cine (4) y honorífico.
  - Marisa Paredes: cine (2), televisión (1), teatro (1) y honorífico.
  - Blanca Suárez: cine (1), televisión (1), e internet (2).

- Con 4:
  - Núria Espert: televisión (1) y teatro (3).
  - Charo López: televisión (2), teatro y honorífico.
  - Aitana Sánchez Gijón: cine (1) y teatro (3).

- Datos: Q1439650